# Диадохи

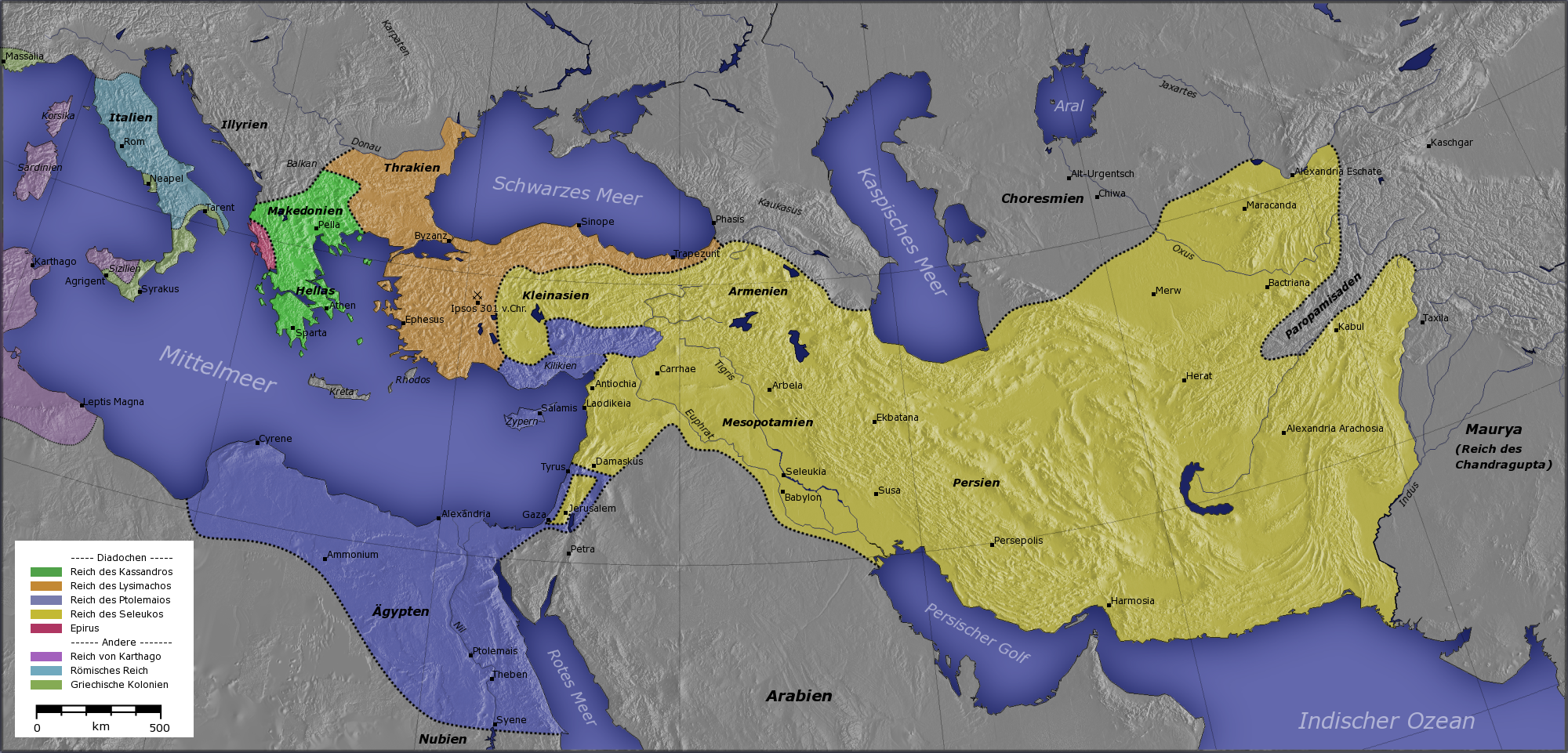
Раздел державы Александра Великого после битвы при Ипсе (301 год до н. э.)

Диадо́хи (др.-греч. διάδοχος — преемник) — полководцы Александра Македонского, вступившие в борьбу за наследие своего царя и разделившие его империю на части в ходе серии войн с 323 по 301 год до н. э. Борьба между диадохами завершилась битвой при Ипсе и привела к образованию нескольких суверенных государств: государства Селевкидов (Сирии), эллинистического Египта, Вифинии, Пергама и Македонии, составлявших эллинистический мир.
Потомков полководцев Александра, которые управляли появившимися государствами после смерти родителей, называют эпигонами в честь детей героев из древнегреческой мифологии (хотя некоторые из них могут иногда называться и диадохами). Термины диадох и эпигон, а также термин эллинизм были введены немецким историком Иоганном Дройзеном в монументальном труде «История эллинизма».
Наиболее известны из диадохов Антигон I Одноглазый и его сын Деметрий Полиоркет, Антипатр со своим сыном Кассандром, Птолемей, Селевк, Лисимах и Эвмен.

## Датировка
Условно эпоха Диадохов ведёт свой отсчёт от смерти Александра Великого в июне 323 года до н. э. до гибели последнего из друзей Александра — Селевка в сентябре 281 года до н. э.
По мнению известного немецкого историка Иоганна Дройзена, введшего термин «Эллинизм» в современную историографию и написавшего «История эллинизма», концом эпохи Диадохов стали разгром галлов в битве при Лисимахии, положивший конец нашествию галлов, Антигоном Гонатом и его последующее после битвы воцарение на престоле Македонии в конце 277 года до н. э.
Последними из деятелей эпохи Диадохов умерли: Пирр (в 272 году до н. э.), Митридат I Ктист (266 год до н. э.) и Филетер (263 год до н. э.).

## Эллинистические монархии

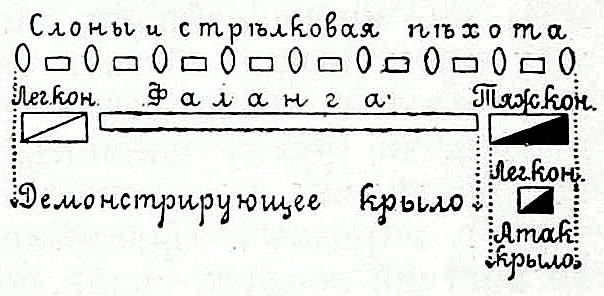
Боевой порядок времён диадохов (период упадка)
Рисунок из статьи «История военного искусства»
(«Военная энциклопедия Сытина»; 1913 год)

Эпоха Диадохов характеризуется переходом от полисной политической организации греков к наследственным монархиям в завоёванных странах, смещением центров культурной и экономической активности из Греции в Малую Азию и Египет.
Важнейшими из этих государств, обыкновенно называемых эллинистическими, являлись:
- Эллинистический Египет под владычеством Птолемеев;
- Сирия, где господствовала династия Селевкидов;
- Македония под властью потомков Антигона I Одноглазого;
- присоединившееся к ним в 282 году до н. э. Пергамское царство под властью Атталидов.

Все эти государства впоследствии были завоёваны Римом. 
Из всех восточных земель монархии Александра Великого только Парфянское царство не было завоёвано Римом. Оно возникло около 250 года до н. э. в сатрапии Парфия, подконтрольной Селевкидскому государству. При селевкидском царе Антиохе II Теосе (262—247 годы до н. э.) наместник Бактрии Диодот провозгласил себя независимым (около 250 года до н. э.), а Аршак встал во главе парфян (около 256 года до н. э.). Последующая история Сирии — это история постепенного превращения государства Селевкидов в Парфянское царство, процесс которого почти завершилось около 140 года до н. э. Бактрия (Греко-Бактрийское царство), признанная независимой Антиохом Великим в 206 году до н. э., особенно усилилась при Евтидеме I (235—200 годы до н. э.) и его сыне Димитрие (200—180 годы до н. э.), когда она распространила свое господство по Арахозии и Индии. Затем от Греко-Бактрийского царства отпало буддийское Индо-греческое царство, возглавляемое евтидемидом Менандром I, а затем — Согдиана (вошедшая позднее в состав Хорезма). Собственно Бактрия была завоевана в 130-е годы воинственными кочевниками с севера, известными в китайских источниках как юэчжи, а в западных — как тохары.

## Основные деятели эпохи Диадохов

### Главные
- Пердикка (ок. 365 — 321 год до н. э.) — регент империи после смерти Александра в 323 году до н. э.. Убит в начале июля 321 года до н. э. во время открытого бунта войска некоторыми из гетайров с хилиархом Селевком и предводителем аргираспидов Антигеном во главе[3].
- Кратер (370 — 321 год до н. э.) — после смерти Александра простат государства (защитник интересов короны и царской власти державы Александра) и совместно с Антипатром соправитель в Македонии. Погиб в июле 321 года до н. э. во второй битве против Эвмена в Каппадокии[4].
- Антипатр (397 — 319 год до н. э.) — во время похода Александра в Азию наместник, а после его смерти в 323 году до н. э. совместно с Кратером соправитель в Македонии. Во время «раздела в Трипарадисе» осенью 321 года до н. э. провозглашён македонским войском регентом империи[4]. Умер в Македонии своей смертью в начале 319 года до н. э.[5]
- Эвмен (ок. 362 — 316 год до н. э.) — после смерти Александра получил в управление 2 ещё не завоёванные сатрапии — Пафлагонию и Каппадокию. Весной 321 года до н. э. Пердиккой[4][6] или, по другим сведениям[7], в конце 319 года до н. э. Олимпиадой и Полиперхоном назначен стратегом в Азии с неограниченными полномочиями по ту сторону Тавра. После выигранной битвы при Габиене в начале 316 года до н. э., вследствие предательства Певкеста, арестован и выдан аргираспидами Антигону, а спустя 3 дня задушен тюремщиками в темнице[8].
- Полиперхон (394 — ок. 303 года до н. э.) — после смерти Александра служил с Кратером, а после его гибели с Антипатром, являясь фактически при них заместителем. В 319 году до н. э. Антипатр, который был уже при смерти, назначил Полиперхона регентом и верховным главнокомандующим, человеку уважаемому в Македонии за возраст и заслуги[9]. В 316 году до н. э. Кассандр, захватив Македонию, стал фактически регентом (формально назначен царицей Эвридикой от имени своего супруга Филиппа) и отстранил от власти Полиперхона. После этого события Полиперхон управлял несколькими городами на Пелопоннесе, включая Коринф и Сикион, и вёл неприметную жизнь вплоть до 303 года до н. э.
- Антигон (382 — 301 год до н. э.) — во время похода Александра наместник завоёванной Великой Фригии. Та же сатрапия была ему предоставлена советом полководцев Александра и после смерти царя. После гибели Пердикки в начале июля 321 года до н. э. Антигон получил неограниченную военную власть в Азии для продолжения войны с приверженцем Пердикки Эвменом. После пленения и казни Эвмена в 316 году до н. э. Антигон устранил наместника Мидии Пифона, сместил сатрапа Персиды Певкеста и завладел Вавилонией, правитель которой Селевк бежал к Птолемею. Антигон в итоге стал хозяином почти всей державы Александра, кроме Македонии и Египта, правил как неограниченный властитель. После победы флота Антигона у Саламина на острове Кипр над Птолемеем и его братом Менелаем в 306 году до н. э. он провозгласил себя царём (в состав его господарства входили почти вся Малая Азия, Великая Сирия, Кипр и Аттика, захваченная Деметрием). Погиб летом 301 года до н. э. в битве при Ипсе во Фригии.
- Кассандр (ок. 355 — 297 год до н. э.) — старший сын Антипатра, впервые упоминается в суде Александра Македонского в Вавилоне весной 323 года до н. э. Сразу после смерти Александра назначен Пердиккой предводителем царских гипаспистов[10]. Во время «раздела в Трипарадисе» осенью 321 года до н. э. назначен Антипатром вместо Селевка, которому была назначена в управление Вавилонская сатрапия, хилиархом[11]. В начале 319 году до н. э. Антипатр назначил Полиперхона регентом и верховным главнокомандующим, а своего сына оставил хилиархом, что вызвало недовольство Кассандра и заставило его искать поддержки вне Македонии[11][12]: он заключил союз с Птолемеем и Антигоном и объявил войну регенту. В 316 году до н. э. Кассандр в итоге захватил Македонию и, отстранив от власти Полиперхона, стал фактически регентом (формально назначен царицей Эвридикой от имени своего супруга Филиппа)[13]. В 305 году до н. э., следом за Антигоном и Птолемеем, Кассандр приказал именовать себя царем Македонии, хотя сам избегал подписываться этим титулом[14]. Умер от водянки в начале 297 года до н. э.[15]
- Деметрий Полиоркет (ок. 337 — 283 год до н. э.) — сын Антигона Одноглазого. Под началом отца участвовал во многих военных кампаниях с целью расширения, а затем возрождения расчленённой империи его отца. После победы флота Антигона у Саламина на острове Кипр над Птолемеем и его братом Менелаем в 306 году до н. э. провозглашён вместе с отцом царём (в состав их господарства входили почти вся Малая Азия, Великая Сирия, Кипр и Аттика). После гибели отца в битве при Ипсе в 301 году до н. э. Деметрий c 9 тыс. армией отступил в Эфес, а оттуда отплыл в Грецию. Однако Афины отказались принять разбитого полководца. Оставив Пирра в Греции, Деметрий принялся разорять балканские владения Лисимаха. В 300 — 299 году до н. э., после сближения с Селевком, захватывает Киликию, Финикию и Келесирию. В 298 году до н. э. начал «Четырехлетнюю» войну с Афинами. В 294 г. он отвоевал Афины, умертвил Кассандрова сына Александра и на протяжении семи лет царствовал в Македонии. Конец его власти положили совместные усилия Лисимаха и Пирра. Деметрий решился выступить против Пирра, однако его армия отказалась сражаться и он был вынужден бежать в 288 году до н. э.. После неудачной осады Афин Деметрий со своими сторонниками перебирается в Милет. Оттуда, преследуемый отрядом Лисимаха, он отходит через Фригию и Тавр в Тарс. В 285 году до н. э. сдался на милость своего зятя Селевка в Киликии, умер в плену 283 году до н. э. в возрасте 54 лет, но был пышно и с почестями похоронен в Коринфе.
- Птолемей (ок. 367 — 283/282 год до н. э.) — после смерти Александра получил в управление Египетскую сатрапию. После получения известия что Антигон был провозглашён царем, Птолемей в самом конце 306 года до н. э. или уже в 305 году до н. э. принял титул царя Египта[16]. Он был единственный из всех великих македонских вождей, боровшихся за империю Александра, который умер своей смертью в постели (в конце 283 года до н. э. или, возможно, в середине 282 года до н. э.).
- Лисимах (ок. 361 — 281 год до н. э.) — после смерти Александра получил в управление Фракийскую сатрапию. В 305 году до н. э., следом за Антигоном и Птолемеем, Лисимах тоже начал называть себя царем[16]. В 302 году до н. э. Лисимах вторгся в Малую Азию, а в следующем году произошла битва при Ипсе, в которой Антигон погиб, а его державу поделили между собой победители. Лисимаху досталась вся Азия по сю сторону Тавра, куда он перенёс свою столицу (в Эфес), а он с этого времени, вступив в число первостепенных властителей, стал играть более заметную роль в политических событиях того времени[17]. В 285 году до н. э., изгнав Пирра из Македонии, Лисимах стал македонским царем, сохранив за собой Фракию и Малую Азию[18]. Погиб в первой половине 281 года до н. э. в битве при Курупедионе в Лидии[19].
- Селевк (ок. 358 — 281 год до н. э.) — после смерти Александра назначен Пердиккой на должность хилиарха[20]. В июле 321 года до н. э., во время открытого бунта войска, был одним из предводителей убийства Пердикки[4]. Во время «раздела в Трипарадисе» осенью 321 года до н. э. получил в управление Вавилонскую сатрапию[11]. В июле 316 года до н. э., опасаясь за свою жизнь, бежал от Антигона, который занял Вавилон своими войсками, из своей сатрапии к Птолемею в Египет[8]. Во второй половине 312 года до н. э., после победы Птолемея и Селевка над Деметрием в битве при Газе, вернул себе Вавилонию и покорил Сузиану, Мидию и Персию[21]. Примерно в 305 — 303 годах до н. э. Селевк предпринял поход к Инду и подчинил своей власти остальные верхнии сатрапии. Вступив в Индии в противоборство с Чандрагуптой, основателем империи Маурьев, вынужден был уступить ему Пенджаб, восточные области Гедросии и Арахозии и страну паропамисадов. Взамен этого он получал от Чандрагупты 500 боевых слонов, которые сыграли решающую роль в битве при Ипсе в 302 году до н. э., заключил с ним дружбу и сделался его зятем[22]. Победив в первой половине 281 года до н. э. в битве при Курупедионе Лисимаха, присоединил его царство к своей державе. Погиб от руки Птолемея Керавна, коварно убившего его близ Лисимахии в конце 281 года до н. э.[19]

### Второстепенные
- Арридей (ум. ок. 318 год до н. э.) — после смерти Александра Арридею было поручено перенесение тела царя в храм Аммона[20]. После убийства Пердикки в начале июля 321 года до н. э. по совету Птолемея провозглашен вместе с Пифоном регентом империи Александра. Из-за козней Эвридики, супруги слабоумного царя Филиппа Арридея, оба регента вынуждены были осенью 321 года до н. э., прибыв в Трипарадис, сложить с себя свое звание перед собранием македонян[4]. Во время «раздела в Трипарадисе» получил в управление Геллеспонтскую Фригию[11]. В марте 319 года до н. э. напал на Кизик, что привело к занятию его сатрапии войсками Антигона, а он сам был вытеснен в город Киос на Пропонтиде на границе Вифинии. В 318 году до н. э. объединился с адмиралом флота Полиперхона Клитом для борьбы с Антигоном, но около октября месяца того же года они потерпели сокрушительное поражение в морском сражении вблизи Византия на Босфоре и Арридей предположительно погиб[13].
- Филипп III Арридей (ок. 359 — 317 год до н. э.) — сын царя Филиппа II от танцовщицы Филинны из фессалийского города Ларисса и сводный брат Александра Македонского. На трон Арридей не претендовал как в силу низкого происхождения матери, так и из-за слабоумия, которое греки приписывали козням Олимпиады, жены Филиппа II. После смерти Александра его полководцы решили отдать трон ещё не родившемуся сыну Александра от Роксаны (будущему Александру IV), но простые македонцы из фаланги воспротивились, не желая иметь царя с персидской кровью, и отстояли незаконного сына Филиппа[20]. С тех пор Арридей стал номинальным царем, являясь игрушкой в руках попечителей, македонских полководцев, и собственной жены Эвридики. На Эвридике Арридея спешно женила её мать Кинана, дочь Филиппа II, тем самым лишив Пердикку обещанной невесты царских кровей, в конце 322 году до н. э.[4] В 317 года до н. э. был захвачен в плен в месте со своей женой вторгшимися в Македонию Полиперхоном, Олимпиадой. Казнён по приказу Олимпиады в конце октября или начале ноября того же года[13].
- Пифон (ок. 355 — 316 год до н. э.) — после смерти Александра предложил сделать Пердикку и Леонната регентами при ещё не рождённом сыне Александра от Роксаны, за что в награду получил в управление Мидию[20]. После убийства Пердикки в начале июля 321 года до н. э. по совету Птолемея провозглашен вместе с Арридеем регентом империи Александра. Из-за козней Эвридики, супруги слабоумного царя Филиппа Арридея, оба регента вынуждены были осенью 321 года до н. э., прибыв в Трипарадис, сложить с себя свое звание перед собранием македонян[4]. Во время «раздела в Трипарадисе» сохранил за собой управление Мидией и, кроме того, в возмещение своего звания регента был назначен стратегом верхних сатрапий, если только это не произошло некоторое время спустя[11]. Летом 317 года до н. э. присоединился к Антигону, потеряв самостоятельность. После битвы при Габиене в начале 316 года до н. э. вызван Антигоном в Экбатаны, где был взят под стражу, обвинён перед синедрионом военачальников, приговорён к смерти и тотчас же казнён[23].
- Олимпиада (ок. 375 — 316 год до н. э.) — мать Александра. После смерти сына правила в Эпире, пока её внук Неоптолем от дочери Клеопатры, законный наследник эпирского царства, подрастал. В поисках поддержки другому своему внуку, Александру IV, провозглашённому номинально царем Македонии наряду с Филиппом Арридеем сразу после рождения, она заключила союз с Полиперхоном, который стал преемником (регентом и верховным главнокомандующим) умершего в 319 году до н. э. Антипатра. С эпирским войском и Полисперхоном Олимпиада вторглась в Македонию в 317 году до н. э., македонские воины при виде Олимпиады и её внука, сына Александра Великого, отказались повиноваться Эвридике, жене Филиппа Арридея и без боя перешли на её сторону, и короткое время она неограниченно правила в Македонии. Во время правления казнила многих своих противников, включая Эвридику с Филиппом Арридеем и брата Кассандра и около сотни других знатных македонян. Убита Кассандром, вторгшимся в Македонию, весной 316 года до н. э.[13]
- Пирр (319 — 272 год до н. э.) — царь Эпира (307 — 302 и 296 — 272 годов до н. э.) и Македонии (288—285 и 273—272 годов до н. э.).

### Прочие
- Соматофилаки: Леоннат, Аристон, Певкест.
- Царская семья: Эвридика II Македонская, Александр IV, Клеопатра, Фессалоника.
- Другие: Неоптолем, Птолемей II Керавн, Филетер.